# Wienerbröd
Wienerbröd är ett bakverk som i grunden består av wienerdeg, som blir luftig och frasig vid bakning. Det finns i många varianter med olika fyllningar och garnityr.

## Tillagning
Wienerbröd bakas av wienerdeg. Denna tillverkas med inkavlat matfett, vilket ger ett luftigt och frasigt resultat vid bakning.
Bakfettet läggs först i ett tjockt lager på degen som sen vikes och kavlas, vanligen i "tre treslag" vilket ger 27 fettlager (3*3*3=27). Det påminner om smördeg, som dock i motsats till wienerdegen inte innehåller någon jäst. Det är vanligt att lägga på vaniljkräm samt ringla glasyr över. Wienerbrödets vikt brukar ligga runt 25–75 gram, och antalet kcal per 100 gram är 512.[källa behövs]

## Historik
Wienerbrödets ursprung tillskrivs ofta en strejk bland bagare i Danmark år 1850. Strejken fick bageriägarna att anställa arbetstagare från andra länder, däribland Österrike, som förde med sig sin egen bageritradition. Mathistorikern Bi Skaarup la i stället ansvaret på bagaren Niels Christian Albeck, som år 1845 hade varit på studieresa i Österrike och därifrån tagit med sig tre gesäller. I vart fall blev österrikisk "Plundergebäck" snabbt populär i Danmark och det utvecklades och förfinades av danska bagare. 
Eftersom lamineringstekniken för "Plunderteig", tidigare var okänd i Danmark och kom från Wien, fick degen heta "wienerdej" och bakelsen "wienerbrød".
Det är endast i Norden och på franska som bakverket har ett namn kopplat till Wien; På engelska heter bakverket Danish pastry eller bara Danish och i norra Tyskland är namnet Kopenhagener. I övriga Tyskland heter det "Plunder". Värt att notera är att bakverket i Köpenhamn heter wienerbrød, medan det i Wien heter Kopenhagener.

## Wienerbröd i populärkulturen
I TV-programmet Solstollarna smugglade rollfiguren Skumberg danska wienerbröd med choklad på till Sverige.

## Källhänvisningar
1. ↑  ”Wienerbrød”. Arbejdsgiverforeningen Konditorer, Bagere og Chocolademagere. Arkiverad från originalet den 16 januari 2013. https://web.archive.org/web/20130116214915/http://www.akbc.dk/fagspecialer/wienerdej. Läst 17 januari 2012.
2. ↑  Inger Abildgaard (1 februari 2007). ”De danske kager er en fantastisk historie”. Samvirke. Arkiverad från originalet den 16 oktober 2014. https://web.archive.org/web/20141016005653/http://samvirke.dk/mad-sundhed/artikler/danske-kager-fantastisk-historie.html. Läst 16 oktober 2014. Interview med Bi Skaarup, en dansk mathistoriker och tidigare ordförande för Det Danske Gastronomiske Akademi.
3. ↑  ”Tio väldigt konstiga tv-program”. Metro. Arkiverad från originalet den 9 februari 2018. https://web.archive.org/web/20180209003143/https://www.metro.se/artikel/tio-v%C3%A4ldigt-konstiga-tv-program-xr. Läst 8 februari 2018.